# Marcelo (film)
Marcelo je mexický hraný film z roku 2012, který režíroval Omar Ynigo podle vlastního scénáře. Snímek měl premiéru 18. února 2012.

## Děj
Dospívající Marcelo bydlí se svou přísnou matkou. Nemá žádné kamarády, stýká se pouze s Lucy ze sousedství, která je do něj zamilovaná, a s amatérským fotografem Nicem, který pátrá po mimozemských civilizacích. Marcelo miluje komiksy a jako domácí zvíře má kuře. Jednoho dne se odváží zavolat na inzerát muži, který nabízí sexuální služby. Teprve v hotelu zjistí, že je to Julio, který bydlí u nich v podnájmu, a živí se jako prostitut. Marcelo zjistí, že jeho otec nezemřel, jak mu od dětství tvrdí matka, ale teprve nedávno a odkázal mu svůj majetek. Rozhodne se opustit matku a všechny ostatní.

## Obsazení
| Aarón Díaz      | Marcelo            |
| Héctor Jiménez  | Julio              |
| Olga Segura     | Lucy               |
| Laura Zapata    | paní Martha, matka |
| Joaquín Cosio   | Nico               |
| Marius Biegai   | Roco               |
| Carlos Cobos    | Almada             |
| Mario Zaragoza  | Freddo             |
| Gaston Peterson | recepční v hotelu  |